# Kontich Wolves
Kontich Wolves is een Belgische basketbalclub, afkomstig uit Kontich, die uitkomt in TDM1.

## Geschiedenis
Kontich Wolves werd opgericht op 6 november 1952. De club groeide uit tot een een van de grotere clubs in de regio en nam deel in de nationale reeksen. In 2020 werd de club kampioen in de derde klasse en promoveerde zo naar de tweede klasse. Voor het seizoen 2025/26 keerde twee voormalige profspelers naar de club Domien Loubry en Yannick Desiron.
De club maakt deel uit van een samenwerkingsverband met Hove Rabbits en Edegemse Basketbalclub, onder de noemer Wolves Family.

## Zaal
De thuisbasis van Kontich Wolves is Sporthal Sint-Rita in Kontich. Daarnaast maakt de club gebruik van aanvullende sportzalen in onder meer Edegem en Hove.

## Coaches
| Jaar      | Coach               | Ref.  |
| --------- | ------------------- | ----- |
| 2017–2022 | Wim Van Britsom     | [ 6 ] |
| 2022–2023 | Stefan Sappenberghs | [ 7 ] |
| 2023–     | Mike Van Den Broeck |       |

## Bekende (oud)-spelers
| - Domien Loubry - Yannick Desiron - Thierry Marien - Yannick Schoepen - Vincent Peeters | - Philippe Peeters - Thomas Crab - Anthony Chada - Ordane Kanda-Kanyinda - Benjamin Janssens | - Lenny Coppens - Andreas Rojas Palma - Joeri Vermoesen - Nashaun Ellis |